# Elecciones municipales de Arequipa de 1983
Las elecciones municipales de Arequipa de 1983 se llevaron a cabo el 13 de noviembre de 1983 para elegir al alcalde y al Concejo Provincial de Arequipa para el periodo 1984-1986. La elección se celebró simultáneamente con elecciones municipales en todo el país.

## Sistema electoral
La Municipalidad Provincial de Arequipa es el órgano administrativo y de gobierno de la provincia de Arequipa. Está compuesta por el alcalde y el Concejo Provincial.
La votación del alcalde y el concejo se realiza en base al sufragio universal, que comprende a todos los ciudadanos nacionales mayores de dieciocho años, empadronados y residentes en la provincia de Arequipa y en pleno goce de sus derechos políticos, así como a los ciudadanos no nacionales residentes y empadronados en la provincia de Arequipa.
El Concejo Provincial de Arequipa está compuesto por 19 regidores elegidos por sufragio directo para un período de tres (3) años, en forma conjunta con la elección del alcalde (quien lo preside). La votación es por lista cerrada y bloqueada. Se asigna a la lista ganadora los escaños según el método d'Hondt o la mitad más uno, lo que más le favorezca.

## Composición del Concejo Provincial de Arequipa
La siguiente tabla muestra la composición del Concejo Provincial de Arequipa antes de las elecciones.
| Partidos | Partidos                  | Regidores |
| -------- | ------------------------- | --------- |
|          | Izquierda Unida           | 10        |
|          | Acción Popular            | 7         |
|          | Partido Aprista Peruano   | 1         |
|          | Partido Popular Cristiano | 1         |

## Partidos y candidatos
A continuación se muestra una lista de los principales partidos y alianzas electorales que participaron en las elecciones:
| Candidatura | Candidatura | Partidos y alianzas | Candidatos | Candidatos                 | Ideología                                               | Resultado previo | Resultado previo | Ref. |
| Candidatura | Candidatura | Partidos y alianzas | Candidatos | Candidatos                 | Ideología                                               | Votos (%)        | Reg.             | Ref. |
| ----------- | ----------- | --- | ---------- | -------------------------- | ------------------------------------------------------- | ---------------- | ---------------- | ---- |
|             | IU          | Lista - Izquierda Unida (IU) – Unión de Izquierda Revolucionaria (UNIR) – Unidad Democrático Popular (UDP) – Partido Socialista Revolucionario (PSR) – Partido Comunista Revolucionario (PCR) – Partido Comunista Peruano (PCP) – Frente Obrero Campesino Estudiantil y Popular (FOCEP) |            | Elard Barrionuevo Machicao | Marxismo-leninismo Mariateguismo Socialismo democrático | 49.65%           | 10               |      |
|             | AP          | Lista - Acción Popular (AP) |            | Carlos Meneses Cornejo     | Humanismo Nacionalismo cívico Reformismo                | 37.49%           | 7                |      |
|             | APRA        | Lista - Partido Aprista Peruano (APRA) |            | Luis Bragagnini Zapater    | Aprismo                                                 | 7.06%            | 1                |      |
|             | PPC         | Lista - Partido Popular Cristiano (PPC) |            | Luis Carpio Ascuña         | Conservadurismo social Humanismo Democracia cristiana   | 5.80%            | 1                |      |
|             | PDC         | Lista - Partido Demócrata Cristiano (PDC) |            | Alfredo Lazo Peralta       | Democracia cristiana                                    | Nuevo            | Nuevo            |      |
|             | PRT         | Lista - Partido Revolucionario de los Trabajadores (PRT) |            | Alberto Jiménez Flores     | Marxismo-leninismo Comunismo                            | Nuevo            | Nuevo            |      |
|             | IND         | Lista - Lista Independiente N° 3 Arequipa |            | Rolando Linares Linares    | Localismo arequipeño                                    | Nuevo            | Nuevo            |      |
|             | IND         | Lista - Lista Independiente N° 5 Frente de Izquierda Humanista |            | José Villalobos Ampuero    | Socialismo democrático Localismo arequipeño             | Nuevo            | Nuevo            |      |

## Resultados

### Sumario general
|                        |                                                        |              |              |              |           |           |
| Partidos y coaliciones | Partidos y coaliciones                                 | Voto popular | Voto popular | Voto popular | Regidores | Regidores |
| Partidos y coaliciones | Partidos y coaliciones                                 | Votos        | %            | ±pp          | Total     | +/−       |
|                        | Partido Aprista Peruano (APRA)                         | 40,322       | 24.01        | +16.95       | 11        | +10       |
|                        | Izquierda Unida (IU)                                   | 33,660       | 20.04        | –29.64       | 2         | –8        |
|                        | Acción Popular (AP)                                    | 30,887       | 18.39        | –19.10       | 2         | –5        |
|                        | Lista Independiente N° 3 Arequipa                      | 26,985       | 16.07        | n/a          | 2         | +2        |
|                        | Lista Independiente N° 5 Frente de Izquierda Humanista | 22,990       | 13.69        | n/a          | 2         | +2        |
|                        | Partido Popular Cristiano (PPC)                        | 11,237       | 6.69         | +0.89        | 0         | –1        |
|                        | Partido Demócrata Cristiano (PDC)                      | 1,261        | 0.75         | Nuevo        | 0         | ±0        |
|                        | Partido Revolucionario de los Trabajadores (PRT)       | 581          | 0.35         | Nuevo        | 0         | ±0        |
|                        |                                                        |              |              |              |           |           |
| Total                  | Total                                                  | 167,923      |              |              | 19        | ±0        |
|                        |                                                        |              |              |              |           |           |
| Votos válidos          | Votos válidos                                          | 167,923      | 83.21        | –1.30        |           |           |
| Votos en blanco        | Votos en blanco                                        | 8,383        | 4.15         | –1.49        |           |           |
| Votos nulos            | Votos nulos                                            | 25,508       | 12.64        | +2.79        |           |           |
| Votos emitidos         | Votos emitidos                                         | 201,814      | 71.63        | –7.09        |           |           |
| Abstenciones           | Abstenciones                                           | 79,912       | 28.37        | +7.09        |           |           |
| Votantes registrados   | Votantes registrados                                   | 281,726      |              |              |           |           |
|                        |                                                        |              |              |              |           |           |
| Fuente:                |                                                        |              |              |              |           |           |

## Elecciones municipales distritales

### Resultados por distrito
La siguiente tabla enumera el control de los distritos de la provincia de Arequipa. El cambio de mando de una organización política se resalta del color de ese partido.
| Distrito               | Alcalde(sa) titular          | Partido político | Partido político         | Alcalde(sa) electo(a)        | Partido político | Partido político          |
| ---------------------- | ---------------------------- | ---------------- | ------------------------ | ---------------------------- | ---------------- | ------------------------- |
| Cayma                  | Miguel Cuadros Huallpa       |                  | Acción Popular           | Miguel Cuadros Huallpa       |                  | Acción Popular            |
| Cerro Colorado         | Luis Gallegos Portugal       |                  | Izquierda Unida          | José Zevallos León           |                  | Izquierda Unida           |
| Characato              | Benjamín Salas Zegarra       |                  | Acción Popular           | Silverio López Salas         |                  | Lista Independiente N° 3  |
| Chiguata               | Miguel Peralta Palomino      |                  | Acción Popular           | Isaac Chávez Rodríguez       |                  | Partido Popular Cristiano |
| La Joya                | A Derly Basurco              |                  | Acción Popular           | Julio Salas Paredes          |                  | Lista Independiente N° 3  |
| Mariano Melgar         | Narciso Begazo Begazo        |                  | Izquierda Unida          | Adolfo Prado Cárdenas        |                  | Izquierda Unida           |
| Miraflores             | Hernán Vera Espinoza         |                  | Izquierda Unida          | Yleano Acosta Torres         |                  | Partido Aprista Peruano   |
| Mollebaya              | Teodoro Núñez Quequezana     |                  | Acción Popular           | Miguel Ruiz Caro Cano        |                  | Acción Popular            |
| Paucarpata             | Carlos Roldan Jaén           |                  | Izquierda Unida          | Carlos Roldan Jaén           |                  | Izquierda Unida           |
| Pocsi                  | Francisco Cornejo Coaguila   |                  | Acción Popular           | Víctor Cornejo Coaguila      |                  | Acción Popular            |
| Polobaya               | José Castro Tito             |                  | Acción Popular           | Florencio Ticona Toalino     |                  | Acción Popular            |
| Quequeña               | Salvador Córdova Flores      |                  | Acción Popular           | Gilberto Marroquín Pantigoso |                  | Acción Popular            |
| Sabandía               | Leonidas Gallegos Pinto      |                  | Acción Popular           | Leonidas Gallegos Pinto      |                  | Acción Popular            |
| Sachaca                | Juan Rodríguez Manrique      |                  | Acción Popular           | Alejandro Carpio Valencia    |                  | Lista Independiente N° 3  |
| San Juan de Siguas     | Alberto Díaz Fernández       |                  | Acción Popular           | Marcos Cuadros Valdivia      |                  | Partido Aprista Peruano   |
| San Juan de Tarucani   | Edgardo Quispe Arviri        |                  | Lista Independiente N° 3 | Juan Zapana Choque           |                  | Izquierda Unida           |
| Santa Isabel de Siguas | Víctor A. Butron             |                  | Acción Popular           | Obdulio Pacheco Acobo        |                  | Partido Popular Cristiano |
| Santa Rita de Siguas   | Rolando Carrasco Quintanilla |                  | Lista Independiente N° 3 | Rolando Carrasco Quintanilla |                  | Lista Independiente N° 5  |
| Socabaya               | Manuel Rivas Linares         |                  | Izquierda Unida          | Andrés Rodríguez Meza        |                  | Izquierda Unida           |
| Tiabaya                | Dionicio Bejarano Velarde    |                  | Acción Popular           | Dionicio Bejarano Velarde    |                  | Acción Popular            |
| Uchumayo               | Rodolfo Fuentes García       |                  | Lista Independiente N° 3 | Evaristo Calderón Núñez      |                  | Acción Popular            |
| Vítor                  | Julio Postigo Portugal       |                  | Acción Popular           | Gilberto Begazo Orihuela     |                  | Lista Independiente N° 3  |
| Yanahuara              | Andrés Rosas Valdivia        |                  | Acción Popular           | Ángel Mares Velásquez        |                  | Partido Aprista Peruano   |
| Yarabamba              | Donato Torres Valdivia       |                  | Acción Popular           | Luis Linares Huaco           |                  | Izquierda Unida           |
| Yura                   | Duilio Fuentes Fuentes       |                  | Acción Popular           | Duilio Fuentes Fuentes       |                  | Acción Popular            |